# Sunee Plaza
Sunee Plaza (произн. на русском Суни Плаза) — гей-район в Паттайе. Располагается между переулками Soi VS Hotel (Pattaya Sai 2 Soi 17) и Soi Yensabai (Pattaya Sai 2 Soi 18) улицы Second Road в Южной Паттайе.
Все здания в Sunee Plaza принадлежат гражданке Таиланда мадам Суни,, которые она сдает в аренду под различные виды бизнеса. Для района был придумал слоган «сердце экстремального города.»

## Заведения
Первый бар в Sunee Plaza был открыт в 1996 году и носил название Crazy Pub. Вскоре за ним открылся Sunee Plaza Bar. Первым go-go баром был Topman Nightclub (теперь [2019 год] на этом месте находится ирландский паб и отель Jazz). Лучшая пора Sunee Plaza приходится на конец первого десятилетия XXI века. В 2010 году в Sunee Plaza насчитывалось более 50 заведений, ориентированных на ЛГБТ, включая бары, gogo клубы, бюджетные отели и рестораны. Sunee Plaza в то время имела самую большую коллекцию гей-заведений, расположенных в одном районе в Таиланде.
На сегодняшний день количество гей-заведений в Sunee Plaza существенно уменьшилось. Осталось с десяток баров и несколько gogo клубов и ресторанов. Дополнительный сервис включает небольшие магазины, парикмахерские, услуги такси, турагентство, прачечная.
Основные причины закрытия гей-заведений в Паттаей в целом и в Sunee Plaza в частности:
1. ужесточение правил ведения бизнеса в Таиланде в целом после прихода к власти хунты в 2014 году;
2. борьба администрации города за репутацию места для семейного отдыха, в связи с чем наблюдается ежегодное снижение количества gogo баров в Паттайе;
3. развитие приложений для онлайн знакомств, которыми пользуются эскорт-парни для поиска клиентов;
4. повышение арендной платы владельца заведений мадам Суни.[9]

## Полицейские рейды
В заведения Sunee Plaza регулярно наведывается полиция для проведения оперативных проверок. В июле 2008 года, июле 2010 года и марте 2013 года во время рейдов были обнаружены несовершеннолетние, задействованные в качестве танцоров go-go. Во время рейда в июле 2008 года одному из пойманных несовершеннолетних было всего 8 лет. По результатам проведенных рейдов в июле 2008 года, октябре 2009 года, январе 2011 года в крови сотрудников баров путем медицинского тестирования были обнаружены запрещенные наркотические вещества.